# .510 DTC
.510 DTC — французский крупнокалиберный патрон. Разработан Эриком Дэни́ в целях создания гражданской альтернативы патрону .50 BMG, который в ряде случаев попадает под запрет использования гражданскими лицами. Как, например, в Законе о регулировании оборота .50 BMG от 2004 года, была запрещена продажа винтовок под этот патрон в Калифорнии. .510 DTC использует ту же пулю, что и .50 BMG, но имеет немного другие размеры гильзы и немного короче.
.510 DTC на 2,5 мм короче и у него более крутое плечо гильзы — 18°, чем у стандартного .50 BMG (15°). Этот патрон имеет идентичную .50 BMG баллистику, но из-за различных размеров, проще говоря, .510 DTC немного толще, прямее, круче и короче, чем BMG, винтовки под .50 BMG не могут его использовать, и поэтому патрон не подпадает под юридические ограничения.